# دجاجة الماء
دُجَاجَة الماء (بالإنجليزية: Moorhen)‏ (الاسم العلمي: Gallinula) هي جنس من الطيور تتبع الفصيلة المرعات من رتبة الكركيات. هو من الطيور المائية حجمه قريب من حجم البطة الصغيرة. يعشش على ضفاف الأنهار والمسطحات المائية وبين النباتات النهرية مثل القصب ويمتاز باللون الأحمر في مقدمة رأسه وكذلك المنقار. يوجد منه العديد من الأنواع إلا أن العديد منها قد انقرض. يتواجد دجاج الماء في المنطقة العربية.

## التعريف

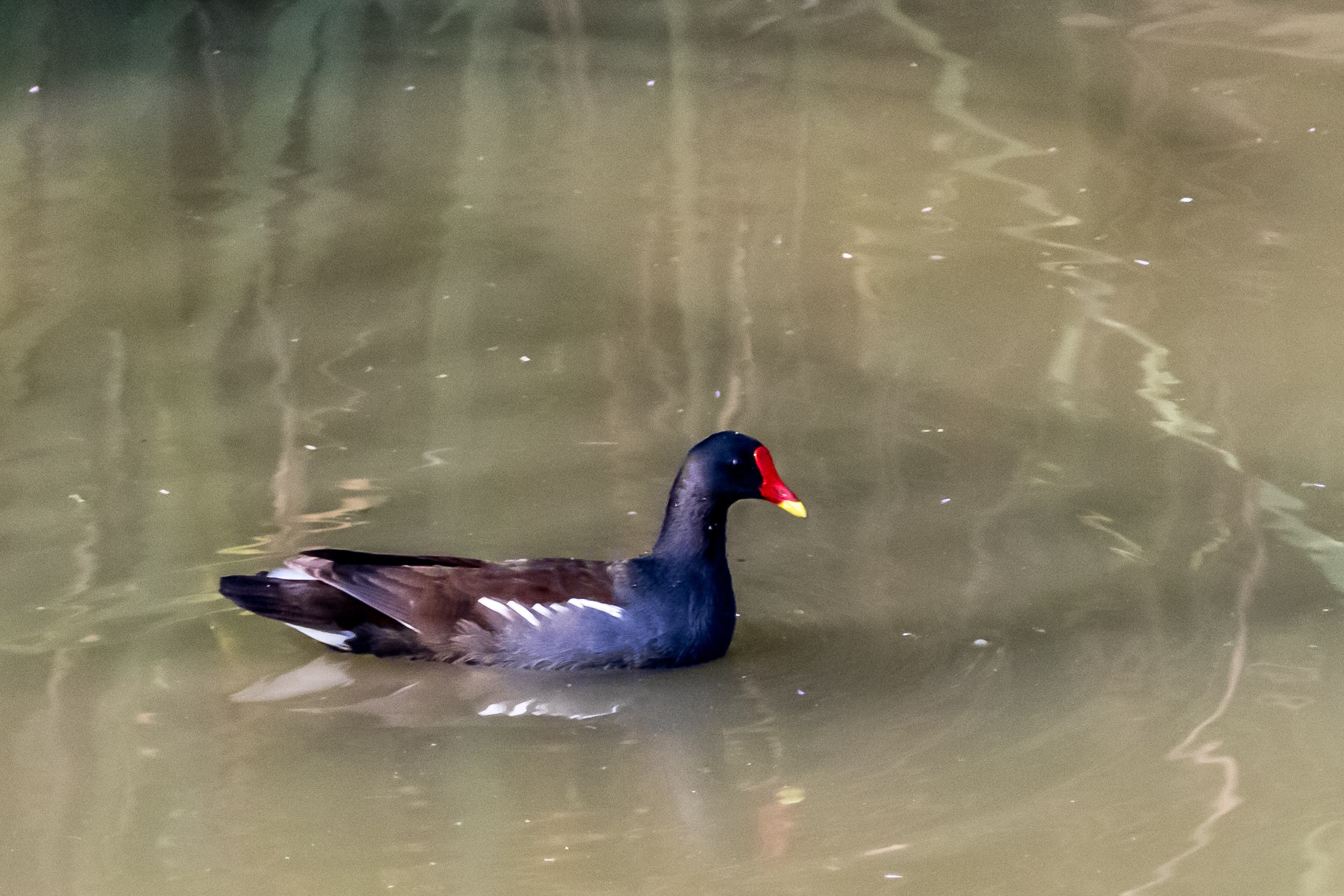
دجاجة ماء في سهل الحولة.

دجاجة الماء هي دجاجة تستوطن في المغرب العربي ومصر والشام، وتمتد شرقاً للعراق حتى منطقة الخليج العربي لحد إيران، كما أنها توجد في أوساط آسيا وأغلب بلدان أوروبا.
وتعيش هذه الطيور المائية في البحيرات والمستنقعات العذبة الماء، وسط نباتات الغاب والدهيس بالقرب من الشواطئ. وهي تستطيع السباحة والغوص في الماء، رافعة قدميها وذيلها فوق سطح المياء. كما أنها تستطيع الطيران بصعوبة وتَثافل، دون أن ترتفع عن سطح المياء. وهي تفضل حياة العزلة، حيث تبتعد عن الطيور الغريبة التي يمكن أن تهددها، لكنها تدافع عن منطقتها بجرأة وشجاعة.
وتتغذى دجاجة الماء على الأسماك الصغيرة والحيوانات المائية الرخوة والضفادع والحشرات، كما تأكل الحشائش والنباتات.
يقترب حجم طائر دجاج الماء لحجم البط ويزن 2.5 الي 3.5 كجم
وتبني هذه الطيور أعشاشها من أوراق النباتات الجافة وتخفيها عن عيون الأعداء على أغصان النباتات الماء كأفرع الغاب، أو في حفر تحفرها على الشواطئ، حيث تضع الأنثى من 3 إلى 5 بيضات مصفرة اللون منقطة بنقط داكنة بنية.

## أنواع دجاجة الماء
- دجاجة الماء الباسيفيكية
- دجاجة الماء الحرجية
- دجاجة الماء التريستانية
- دجاجة الماء الغوفية
- دجاجة الماء خضراء الأقدام
- دجاجة الماء الداكنة
- دجاجة الماء الصغيرة
- دجاجة الماء منقطة الأجنحة
- دجاجة الماء سوداء الذيل
- دجاجة الماء التسمانية